# Mario Tennis: Ultra Smash
Mario Tennis: Ultra Smash är ett sportspel som utvecklades av Camelot Software Planning och utgavs av Nintendo till Wii U.  